# Paphiopedilum dalatense
Paphiopedilum dalatense är en orkidéart som beskrevs av Leonid Vladimirovitj Averjanov. Paphiopedilum dalatense ingår i släktet Paphiopedilum och familjen orkidéer.
Artens utbredningsområde är Vietnam. Inga underarter finns listade i Catalogue of Life.